# 드림페스!
드림페스!(ドリフェス!)는 일본의 회사 반다이 남코 게임스, 란티스, 아뮤즈에 의해 프로듀스 2.5차원 아이돌 응원 프로젝트(미디어 믹스 작품).
2016년 4월부터 게임앱이 착신, 동년 10월부터 12월까지는 TV 애니메이션화 제1기로 방영되었으며, 2017년에 제2기의 제작이 결정되었다.
2018년 5월 1일을 기해 어플리 서비스를 종료했다.

## 등장 캐릭터

### Dear Dream (디어 드림)
아마미야 카나데 (天宮 奏)
성우 : 이시하라 소마
오이카와 신 (及川 慎)
성우 : 미조쿠치 타쿠야, 후지무라 아유미 (유년 시절)
사사키 쥰야 (佐々木 純哉)
성우 : 토미다 켄타로, 나카츠카사 유우카 (유년 시절)
카타기리 이츠키 (片桐 いつき)
성우 : 오오타 마사키
사와무라 치즈루 (沢村 千弦)
성우 : 마사키 카오루, 마츠다 리사 (유년 시절)

### KUROFUNE (쿠로후네)
카자마 케이고 (風間 圭吾)
성우 : 토타니 키미토, 신도 나오미 (유년 시절)
쿠로이시 유우토 (黒石 勇人)
성우 : 카부모토 히데아키, 타카가키 아야히 (유년 시절)

### 루키 클래스
데이터 카드 다스에 등장하는 캐릭터

#### ANSwer (앤서)
이나마스 아키오미 (稲増 秋臣)
성우 : 신 유우키
히다카 나나오 (日高 なな緒)
성우 : 호즈미 유키
키히노 소우시 (黍野 宗二)
성우 : 이와나가 무츠키

#### 그 외
시라토리 시즈카 (白鳥 静)
아카츠키 히로토 (暁 広斗)
아와지 타로 (粟地 太郎)
시이나 코즈키 (椎名 小豆)
사쿠라바 무키노 (桜庭 むぎの)
코시요 스완 (湖上 スワン)
반도 겐마 (晩道 源馬)
이리오모테 쇼 (西表 翔)
이누치 스즈노스케 (犬地 鈴ノ介)

### ACE (에이스)
오가사라와 아스마 (小笠原 明日真)
성우 : 스즈키 타츠히사
애니메이션 2기에 등장.
카츠라기 에이지 (葛城 映司)
성우 : 마지마 준지
애니메이션 2기에 등장.
사오토메 치카게 (五月女 智景)
성우 : 아베 아츠시
애니메이션 2기에 등장.

### 삼귀자 (三貴子)
미카미 하루토 (三神 遥人)
성우 : 모리카와 토시유키
애니메이션에 등장. 전설의 아이돌에서, 카나데를 스카우트한다.
스사 마코토 (須佐 誠)
성우 : 타치키 후미히코
애니메이션에 등장.
사오토메 이치카 (五月女 一花)
성우 : 미도리카와 히카루
애니메이션에 등장.

### 그 외
사와무라 유즈루 (沢村 千弦)
성우 : 요나가 츠바사, 스자키 아야 (유년 시절)
애니메이션에 등장. 사와무라 치즈루의 쌍둥이 형.
아마미야 리츠 (天宮 律)
성우 : 다카하시 메구미
애니메이션에 등장. 아마미야 카나데의 동생.
아마미야 아카네 (天宮 明音)
성우 : 나카츠카사 유우카
애니메이션에 등장. 아마미야 카나데의 엄마.
오이카와 레이 (及川 怜)
성우 : 유즈키 료카
애니메이션에 등장. 오이카와 신의 엄마.
사사키 나오코 (佐々木 直子)
성우 : 미카미 유리에
애니메이션에 등장. 사사키 쥰야의 누나.
카타기리 아즈사 (片桐 あづさ)
성우 : 타카다 유키
애니메이션에 등장. 카타기리 이츠키의 여동생.